# بربارة وندسور
بربارة وندسور (بالإنجليزية: Barbara Windsor)‏ هي ممثلة بريطانية، ولدت في 6 أغسطس 1937 في المملكة المتحدة.

## أعمال

### أفلام
- (2010) أليس في بلاد العجائب[7][8][9]
- (2016) أليس في بلاد المرآة[10]

## وصلات خارجية
- بربارة وندسور على موقع IMDb (الإنجليزية)
- بربارة وندسور على موقع روتن توميتوز (الإنجليزية)
- بربارة وندسور على موقع ألو سيني (الفرنسية)
- بربارة وندسور على موقع ميوزك برينز (الإنجليزية)
- بربارة وندسور على موقع أول موفي (الإنجليزية)
- بربارة وندسور على موقع قاعدة بيانات برودواي على الإنترنت (الإنجليزية)
- بربارة وندسور على موقع قاعدة بيانات الأفلام السويدية (السويدية)
- بربارة وندسور على موقع إن إن دي بي (الإنجليزية)
- بربارة وندسور على موقع قاعدة بيانات الفيلم (الإنجليزية)
- بربارة وندسور على موقع كينوبويسك (الروسية)